# Chidester
Chidester – miasto w Stanach Zjednoczonych, w stanie Arkansas, w hrabstwie Ouachita.